# 雪丸もえ
雪丸 もえ（ゆきまる もえ、1986年2月18日 - ）は、日本の漫画家。茨城県出身・在住。

## 略歴
2006年、「りぼん漫画スクール2006」の最高賞であるりぼん賞を受賞。同年、受賞作「とっておきのうた」でデビュー（『りぼん』（集英社）11月号に掲載）。かつて春田ななのもとでアシスタントを務めていた経験がある。代表作の「ひよ恋」は、『りぼん』2009年12月号から2014年12月号まで5年間にわたって連載された。

## 人物
血液型B型。左利き。趣味はギター演奏、買い物。好きな歌手はBUMP OF CHICKENとELLEGARDEN。好きな食べ物は、エビと生野菜。
将来の夢は「漫画家兼カリスマ主婦」。

## 作品リスト
- とっておきのうた（デビュー作、りぼん2006年11月号掲載、『SWEET16』収録）
- 愛しいあなたへ（りぼん2007年お正月超びっくり大増刊号掲載、『SWEET16』収録）
- 春待ちプラットホーム（りぼん2007年4月号別冊付録掲載、『SWEET16』収録）
- きらきらフローズン（りぼん2007年春の超びっくり大増刊号掲載、『SWEET16』収録）
- SWEET16（りぼん2007年7月号掲載、『SWEET16』収録）
- 流星アストロマンス（りぼん2007年10月号 - 同年12月号まで連載、『流星アストロマンス』収録）
- 片道15分（2008年春の大増刊号りぼんスペシャル掲載、『流星アストロマンス』収録）
- 青の彼方へ（2008年秋の大増刊号りぼんスペシャル掲載、『流星アストロマンス』収録）
- シュガーレス・キス（2009年冬休み大増刊号りぼんスペシャル掲載、『アイからはじまる』収録）
- アイからはじまる（りぼん2009年7月号 - 同年9月号まで連載、『アイからはじまる』収録）
- ツンデ恋情（2009年夏の大増刊号りぼんスペシャルハート掲載、『アイからはじまる』収録）
- ひよ恋（りぼん2009年12月号 - 2014年12月号まで連載、全14巻）
- 神様なんて大キライ（2011年春の大増刊号りぼんスペシャル掲載、『えそらごと。』収録）
- キミのいる世界（2014年虹いろ大増刊号りぼんスペシャル掲載、『えそらごと。』収録）
- えそらごと。（りぼん2015年3月号 - 5月号まで連載、2015年春の大増刊号りぼんスペシャルマカロンに番外編掲載）
- 吹彩-SUISAI-[2]（『りぼん』2015年9月号[3] - 2017年3月号）
- 陽だまりの月[4]（『りぼん』2017年9月号[5] - 2018年4月号）
- ナイショの勇者くん（2018年春の大増刊号りぼんスペシャル掲載）
- 駆け抜ける、青（2018年夏の大増刊号りぼんスペシャルバニラおよびミント掲載）
- ハツコイリテイク（『マンガMee』2019年3月7日配信[6] - 2021年7月25日配信、マーガレットコミックスDIGITAL、全22巻）
  1. 2020年1月24日発売[7]
  2. 2020年1月24日発売[8]
  3. 2020年1月24日発売[9]
  4. 2020年1月24日発売[10]
  5. 2020年2月25日発売[11]
  6. 2020年3月25日発売[12]
  7. 2020年4月24日発売[13]
  8. 2020年5月25日発売[14]
  9. 2020年6月25日発売[15]
  10. 2020年7月25日発売[16]
  11. 2020年8月25日発売[17]
  12. 2020年9月25日発売[18]
  13. 2020年10月25日発売[19]
  14. 2020年11月25日発売[20]
  15. 2020年12月25日発売[21]
  16. 2021年1月25日発売[22]
  17. 2021年2月25日発売[23]
  18. 2021年3月25日発売[24]
  19. 2021年4月25日発売[25]
  20. 2021年5月25日発売[26]
  21. 2021年6月25日発売[27]
  22. 2021年7月25日発売[28]
- だって、眩しすぎるのはキミのせい（2020年夏の大増刊号りぼんスペシャルミント掲載）

## 書籍情報
- SWEET16 集英社 〈りぼんマスコットコミックス〉 2007年9月14日初版発行、ISBN 978-4-08-856773-0
- 流星アストロマンス 集英社 〈りぼんマスコットコミックス〉 2009年2月13日初版発行、ISBN 978-4-08-856870-6
- アイからはじまる 集英社 〈りぼんマスコットコミックス〉 2009年10月15日初版発行、ISBN 978-4-08-867017-1
- ひよ恋 集英社 〈りぼんマスコットコミックス〉 2010年3月15日第1刷発売、ISBN 978-4-08-867044-7
- えそらごと。 集英社 〈りぼんマスコットコミックス〉 2015年8月25日第1刷発売、ISBN 978-4088673875
- 吹彩-SUISAI- 集英社 〈りぼんマスコットコミックス〉 2015年12月25日第1刷発売、ISBN 978-4088673998